# Ріверлі (Огайо)
Ріверлі (англ. Riverlea) — селище (англ. village) в США, в окрузі Франклін штату Огайо. Населення — 599 осіб (2020).

## Географія
Ріверлі розташоване за координатами 40°4′49″ пн. ш. 83°1′30″ зх. д. / 40.08028° пн. ш. 83.02500° зх. д. (40.080310, -83.024954).  За даними Бюро перепису населення США в 2010 році селище мало площу 0,40 км², уся площа — суходіл.

## Демографія
Згідно з переписом 2010 року, у селищі мешкало 545 осіб у 221 домогосподарстві у складі 153 родин. Густота населення становила 1379 осіб/км².  Було 236 помешкань (597/км²).
Расовий склад населення:
| - 97,1 % — білих - 1,5 % — азіатів - 0,4 % — чорних або афроамериканців - 0,2 % — корінних американців |

До двох чи більше рас належало 0,9 %. Частка іспаномовних становила 0,6 % від усіх жителів.
За віковим діапазоном населення розподілялося таким чином: 27,0 % — особи молодші 18 років, 57,2 % — особи у віці 18—64 років, 15,8 % — особи у віці 65 років та старші. Медіана віку мешканця становила 44,5 року. На 100 осіб жіночої статі у селищі припадало 81,7 чоловіків;  на 100 жінок у віці від 18 років та старших — 81,7 чоловіків також старших 18 років.
Середній дохід на одне домашнє господарство  становив 142 384 долари США (медіана — 132 692), а середній дохід на одну сім'ю — 163 905 доларів (медіана — 146 250). За межею бідності перебувало 0,6 % осіб, у тому числі 0,0 % дітей у віці до 18 років та 3,5 % осіб у віці 65 років та старших.
Цивільне працевлаштоване населення становило 331 осіб. Основні галузі зайнятості: освіта, охорона здоров'я та соціальна допомога — 36,3 %, науковці, спеціалісти, менеджери — 15,7 %, фінанси, страхування та нерухомість — 12,7 %.